# Arrondissement Rouen
Rouen is een arrondissement van het Franse departement Seine-Maritime in de regio Normandië. De onderprefectuur is Rouen.

## Kantons
Het arrondissement was tot 2014 samengesteld uit de volgende kantons:
- Kanton Bois-Guillaume
- Kanton Boos
- Kanton Buchy
- Kanton Caudebec-en-Caux
- Kanton Caudebec-lès-Elbeuf
- Kanton Clères
- Kanton Darnétal
- Kanton Doudeville
- Kanton Duclair
- Kanton Elbeuf
- Kanton Grand-Couronne
- Kanton Le Grand-Quevilly
- Kanton Maromme
- Kanton Mont-Saint-Aignan
- Kanton Notre-Dame-de-Bondeville
- Kanton Pavilly
- Kanton Le Petit-Quevilly
- Rouen 1e kanton
- Rouen 2e kanton
- Rouen 3e kanton
- Rouen 4e kanton
- Rouen 5e kanton
- Rouen 6e kanton
- Rouen 7e kanton
- Kanton Saint-Étienne-du-Rouvray
- Kanton Sotteville-lès-Rouen-Est
- Kanton Sotteville-lès-Rouen-Ouest
- Kanton Yerville
- Kanton Yvetot

Na de herindeling van de kantons bij decreet van 27 februari 2014, met uitwerking op 22 maart 2015, zijn dat : 
- Kanton Barentin
- Kanton Bois-Guillaume
- Kanton Canteleu
- Kanton Darnétal
- Kanton Elbeuf
- Kanton Gournay-en-Bray (deel 1/67)
- Kanton Le Grand-Quevilly
- Kanton Luneray  (deel 3/73)
- Kanton Le Mesnil-Esnard
- Kanton Mont-Saint-Aignan
- Kanton Notre-Dame-de-Bondeville
- Kanton Le Petit-Quevilly
- Kanton Port-Jérôme-sur-Seine  (deel 16/21)
- Rouen 1e kanton
- Rouen 2e kanton
- Rouen 3e kanton
- Kanton Saint-Étienne-du-Rouvray
- Kanton Sotteville-lès-Rouen
- Kanton Yvetot  (deel 48/54)